# Autodesk Revit
Autodesk Revit，是一款為建築師、景觀設計師，結構工程師，軟體MEP工程師，設計師和承包商開發的一套建築資訊模型軟體。它支援用戶以3D形式設計建築物和結構及其族群，使用2D繪圖元素註釋模型，並從建築模型的數據庫存取建築資訊。Revit是4D BIM，可以使用工具來規劃和追踪建築物生命週期中的各個階段，從概念到施工以及後來的維護或拆除。
Revit最初由 Charles River Software 開發，該公司於1997年成立，2000年更名為 Revit Technology Corporation，但於 2002 年被Autodesk收購。

## 產品
自Revit 2013起，Revit將所有功能合併在一個產品中。2013年發布了功能受限的 Revit LT 版本。Revit 2015起，Autodesk Revit不再支援32位元Windows。